# Diócesis de Menevia
La diócesis de Menevia (en latín: Dioecesis Menevensis, en inglés: Roman Catholic Diocese of Menevia y en galés: Esgobaeth Mynyw) fue una circunscripción eclesiástica de la Iglesia católica en el Reino Unido. Se trataba de una diócesis latina, sufragánea de la arquidiócesis de Cardiff. El 12 de septiembre de 2024 fue unida a la arquidiócesis de Cardiff para formar la arquidiócesis de Cardiff-Menevia. 

## Territorio y organización

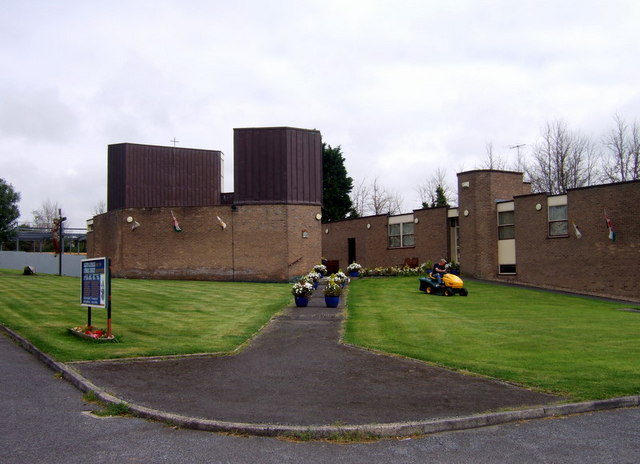
Santuario nacional galés de Nuestra Señora, en Cardigan

La diócesis tenía 9611 km² y extendía su jurisdicción sobre los fieles católicos de rito latino residentes en parte de Gales, comprendiendo la ciudad y el condado de Swansea, los condados de Neath, Port Talbot y los condados históricos de Brecknockshire, Cardiganshire, Carmarthenshire, Pembrokeshire y Radnorshire.
La sede de la diócesis se encontraba en la ciudad de Swansea, en donde se halla la excatedral de San José. En Cardigan se encuentra el santuario nacional galés de Nuestra Señora.
En 2024 en la diócesis existían 53 parroquias.

## Historia
El vicariato apostólico de Gales fue erigido el 4 de marzo de 1895 mediante el breve De animarum salute del papa León XIII, obteniendo el territorio de la diócesis de Shrewsbury y de la diócesis de Newport y Menevia, que al mismo tiempo asumió el nombre de la diócesis de Newport (hoy arquidiócesis de Cardiff). El vicariato apostólico incluía todo Gales excepto Glamorganshire.
El 12 de mayo de 1898 el vicariato apostólico fue elevado a diócesis y asumió el nombre de Menevia mediante el breve Quae catholico nomini del papa León XIII. La sede de la nueva diócesis se convirtió en la ciudad de Wrexham. El título se basó en la antigua diócesis de Saint David's, cuyo nombre en latín era Menevia, ciudad que más tarde recibió el nombre del fundador de la diócesis, san David de Gales. Se cree que Menevia deriva de Menapia, un asentamiento romano en Pembrokeshire. Como Saint David's ya se había convertido en una diócesis anglicana, la sede de la nueva diócesis católica se situó en la ciudad de Wrexham.
Originalmente sufragánea de la arquidiócesis de Westminster, el 28 de octubre de 1911 pasó a formar parte de la provincia eclesiástica de la arquidiócesis de Birmingham, mientras que el 7 de febrero de 1916 pasó a ser sufragánea de la arquidiócesis de Cardiff.
El 12 de febrero de 1987 mediante la bula Esse regnum se reestructuró el distrito eclesiástico de Gales: la diócesis de Menevia cedió parte de su territorio con el fin de establecer la diócesis de Wrexham; al mismo tiempo adquirió Glamorgan del Oeste, que pertenecía a la arquidiócesis de Cardiff. La catedral de la diócesis, que estaba en Wrexham, se convirtió en la catedral de la nueva diócesis; la catedral de la diócesis de Menevia y su cabildo se trasladaron a la iglesia de San José en Swansea.
La diócesis de Menevia tenía casi la misma extensión que la antigua diócesis fundada en el siglo VI por san David de Gales, cuyo nombre en latín era Menevia.
El 11 de julio de 2019 el arzobispo de Cardiff, George Stack, fue nombrado administrador apostólico de la diócesis de Menevia, mientras que el 27 de abril de 2022 las sedes de Cardiff y Menevia se unieron in persona episcopi.
El 12 de septiembre de 2024 el papa Francisco unió la arquidiócesis de Cardiff y la diócesis de Menevia. Al mismo tiempo, la nueva circunscripción adoptó el nombre de arquidiócesis de Cardiff-Menevia.

## Estadísticas
Según el Boletín de la Santa Sede del 12 de septiembre de 2024 la diócesis tenía al momento de su unión con Cardiff un total de 27 115 fieles bautizados.
| Año                                                                             | Población            | Población | Población      | Sacerdotes | Sacerdotes    | Sacerdotes    | Bautizados por sacerdote | Diáconos permanentes | Religiosos | Religiosos | Parroquias |
| Año                                                                             | Bautizados católicos | Total     | % de católicos | Total      | Clero secular | Clero regular | Bautizados por sacerdote | Diáconos permanentes | Varones    | Mujeres    | Parroquias |
| ------------------------------------------------------------------------------- | -------------------- | --------- | -------------- | ---------- | ------------- | ------------- | ------------------------ | -------------------- | ---------- | ---------- | ---------- |
| 1948                                                                            | 20 003               | 932 480   | 2.1            | 196        | 64            | 132           | 102                      |                      | 96         | 378        | 61         |
| 1969                                                                            | 37 933               | 969 616   | 3.9            | 195        | 90            | 105           | 194                      |                      | 113        | 504        | 67         |
| 1980                                                                            | 43 000               | 978 000   | 4.4            | 143        | 71            | 72            | 300                      | 1                    | 75         | 304        | 67         |
| 1990                                                                            | 31 351               | 775 300   | 4.0            | 59         | 39            | 20            | 531                      |                      | 27         | 178        | 62         |
| 1999                                                                            | 28 764               | 611 679   | 4.7            | 57         | 35            | 22            | 504                      |                      | 32         | 129        | 61         |
| 2000                                                                            | 29 391               | 611 679   | 4.8            | 58         | 36            | 22            | 506                      |                      | 32         | 138        | 61         |
| 2001                                                                            | 28 260               | 785 553   | 3.6            | 60         | 34            | 26            | 471                      |                      | 35         | 132        | 61         |
| 2002                                                                            | 26 655               | 787 700   | 3.4            | 61         | 33            | 28            | 436                      |                      | 35         | 123        | 61         |
| 2003                                                                            | 26 867               | 782 800   | 3.4            | 59         | 32            | 27            | 455                      |                      | 34         | 117        | 60         |
| 2004                                                                            | 26 266               | 788 550   | 3.3            | 58         | 30            | 28            | 452                      |                      | 34         | 116        | 60         |
| 2013                                                                            | 26 200               | 829 500   | 3.2            | 45         | 32            | 13            | 582                      | 3                    | 21         | 79         | 55         |
| 2016                                                                            | 28 254               | 834 634   | 3.4            | 47         | 37            | 10            | 601                      | 3                    | 17         | 66         | 54         |
| 2019                                                                            | 28 400               | 841 053   | 3.4            | 50         | 38            | 12            | 568                      | 3                    | 18         | 63         | 52         |
| 2021                                                                            | 27 500               | 846 763   | 3.2            | 50         | 37            | 13            | 550                      | 3                    | 18         | 54         | 53         |
| 2023                                                                            | 27 115               | 853 615   | 3.2            | 44         | 32            | 12            | 616                      | 2                    | 16         | 50         | 53         |
| 2024                                                                            | 27 115               | 853 615   | 3.2            | 44         | 32            | 12            | 616                      | 2                    | 16         | 50         | 53         |
| Fuente: Catholic-Hierarchy, que a su vez toma los datos del Anuario Pontificio. |                      |           |                |            |               |               |                          |                      |            |            |            |

## Episcopologio

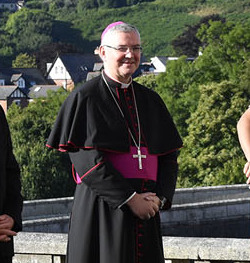
Mark O'Toole, último obispo de Menevia

- Francis Edward Joseph Mostyn † (4 de julio de 1895-7 de marzo de 1921 nombrado arzobispo de Cardiff)
  - Sede vacante (1921-1926)
- Francis John Vaughan † (21 de junio de 1926-13 de marzo de 1935 falleció)
- Michael Joseph McGrath † (10 de agosto de 1935-20 de junio de 1940 nombrado arzobispo de Cardiff)
- Daniel Joseph Hannon † (15 de marzo de 1941-26 de abril de 1946 falleció)
- John Edward Petit † (8 de febrero de 1947-16 de junio de 1972 retirado)
- Langton Douglas Fox † (16 de junio de 1972-5 de febrero de 1981 renunció)
- John Aloysius Ward, O.F.M.Cap. † (5 de febrero de 1981 por sucesión-25 de marzo de 1983 nombrado arzobispo de Cardiff)
- James Hannigan † (13 de octubre de 1983-12 de febrero de 1987 nombrado obispo de Wrexham)
- Daniel Joseph Mullins † (12 de febrero de 1987-12 de junio de 2001 renunció)
- John Mark Jabalé, O.S.B. † (12 de junio de 2001 por sucesión-16 de octubre de 2008 retirado)
- Thomas Matthew Burns, S.M. (16 de octubre de 2008-11 de julio de 2019 retirado)
  - Sede vacante (2019-2022)[nota 1]
- Mark O'Toole (27 de abril de 2022-12 de septiembre de 2024 nombrado arzobispo de Cardiff-Menevia)